# Damien Chrysostome
Damien Koffi Anderson Chrysostome (ur. 24 maja 1982 w Kotonu) – beniński piłkarz, występujący na pozycji obrońcy.
Chrysostome opuścił rodzinny Benin i klub ASACO Kotonu w 1999 roku i udał się do Europy. Benińczyk przebywał nawet na testach w szkockim Celtiku, ale z uwagi na młody wiek i brak doświadczenia, zawodnik nie został zakontraktowany w klubie z Glasgow. Kolejnym kierunkiem w karierze Damiena były Włochy. Tam Chrysostome trafił do grającej w Serie C1 drużyny AS Cittadella, dla której w ciągu dwóch i pół sezonu rozegrał 20 spotkań ligowych. Pozostałą część sezonu 2004/2005 spędził w grającym klasę niżej klubie A.S. Biellese 1902. Benińczyk powrócił do Cittadelli na sezon 2005/06, po którym przeniósł się do Associazione Calcio Cuneo 1905 (Serie C2). Sezon 2007/2008 spędził w zespole Serie D – A.S. Casale Calcio. Pod koniec sezonu 2007/2008 Chrysostome podpisał dwuletni kontrakt z drużyną francuskiej Ligue 2 – FC Metz. Podczas pierwszych 15 kolejek sezonu Damien miał niezachwianą pozycję w obronie Les Grenats, lecz później zawodnik popadł w niełaskę trenera Yvona Pouliquena, który uznał, że Benińczyk nie pasuje do fizycznie i mentalnie do obranej taktyki. Gdy drużyna pod koniec sezonu zawiodła i straciła szanse na awans do Ligue 1, trener wygłosił opinię, że zawiódł się na niektórych graczach, na których liczył. Latem 2008 roku do francuskiego klubu zgłosił się Denizlispor zainteresowany kapitanem reprezentacji Beninu, który szybko zdecydował się na rozwiązanie kontraktu z francuskim klubem i przenosiny do Turcji.
Chrysostome zadebiutował w kadrze w 2004 roku, w którym zagrał z ekipą Beninu na Pucharze Narodów Afryki. Mistrzostwa w Egipcie były jednak dla Wiewiórek całkowicie nieudane, gdyż ekipa Beninu przegrała wszystkie 3 swoje mecze i zakończyła Puchar z zerowym dorobkiem punktowym. Podobnie zakończył się puchar cztery lata później, po którym karierę na szczeblu międzynarodowym zakończył dotychczasowy kapitan reprezentacji – Oumar Tchomogo. Wówczas to nowy trener, Michel Dussuyer, mianował Chrysostome’a nowym kapitanem. Pod jego wodzą Benin ponownie awansował do Pucharu, gdzie zdobył historyczny punkt remisując 2:2 z Mozambikiem po trafieniach Razaka Omotoyossiego i samobójczym golu zawodnika Mozambiku – Dario Khana.